# Hrabstwo Arthur

Piramida wieku hrabstwa

Hrabstwo Arthur (ang. Arthur County) – hrabstwo w stanie Nebraska w Stanach Zjednoczonych. W roku 2010 liczba mieszkańców wyniosła 460. Stolicą i największą miejscowością jest Arthur.

## Geografia
Całkowita powierzchnia wynosi 1861,3 km² z tego 7,6 km² stanowi woda.

### Wioski
- Arthur

### Sąsiednie hrabstwa
- hrabstwo Grant – północ
- hrabstwo Garden – zachód
- hrabstwo Hooker – północny wschód
- hrabstwo McPherson – wschód
- hrabstwo Keith – południe